# Typhlops capitulatus
Typhlops capitulatus là một loài rắn trong họ Typhlopidae. Loài này được Richmond mô tả khoa học đầu tiên năm 1964.